# Mladen Rudonja
Mladen Rudonja (Koper, República Federativa Socialista de Yugoslavia, 26 de julio de 1971) y es un ex-futbolista esloveno, que se desempeñó como delantero y que militó en diversos clubes de Eslovenia, Croacia, Chipre, Bélgica e Inglaterra.

## Clubes
| Club                 | País       | Año         |
| -------------------- | ---------- | ----------- |
| FC Koper             | Eslovenia  | 1991 - 1992 |
| NK Izola             | Eslovenia  | 1992 - 1993 |
| NK Zagreb            | Croacia    | 1994        |
| FC Koper             | Eslovenia  | 1994        |
| Olimpija Ljubljana   | Eslovenia  | 1994 - 1995 |
| NK Marsonia          | Croacia    | 1995        |
| ND Gorica            | Eslovenia  | 1996 - 1997 |
| NK Primorje          | Eslovenia  | 1997        |
| Sint-Truidense       | Bélgica    | 1998 - 2000 |
| Portsmouth           | Inglaterra | 2000 - 2002 |
| Olimpija Ljubljana   | Eslovenia  | 2002 - 2004 |
| Apollon Limassol     | Chipre     | 2004 - 2005 |
| Anorthosis Famagusta | Chipre     | 2005        |
| FC Koper             | Eslovenia  | 2005 - 2007 |
| Olimpija Ljubljana   | Eslovenia  | 2007 - 2010 |

## Selección nacional
Ha sido internacional con la selección de fútbol de Eslovenia, donde jugó en 65 ocasiones y anotó solo 1 gol en el seleccionado adulto. Asimismo, Rudonja participó junto a su selección en una Copa del Mundo y fue en la edición de Corea del Sur y Japón 2002, cuando su selección quedó eliminada en la primera fase, siendo último en su grupo (que compartió con España, Paraguay y Sudáfrica). También participó en la Eurocopa de Holanda y Bélgica 2000, cuando su selección quedó eliminada en la primera fase, siendo último en su grupo (que compartió con España, Yugoslavia y Noruega).